# Videnskabsteori
Videnskabsteori er et tværvidenskabeligt område, der har videnskaberne selv som sin genstand og sine metoder. I Danmark taler man også om "forskning om forskning", og somme tider bruges den løsere betegnelse "videnskabsstudier".
Klassisk opdeles videnskabsteori i disse områder:
- Videnskabsfilosofi
- Videnskabshistorie
- Videnskabssociologi

Afgrænsningen mellem disse tre fagområder er delvis kunstig og en af hovedpointerne i det 20. århundredes videnskabsteori, der går tilbage til fysikhistorikeren Thomas Samuel Kuhn, er da også, at videnskaben må forstås i sin konkrete udvikling, hvor opnåelse af videnskabelig erkendelse indenfor en disciplin (som f.eks. fysik) oftest sker i et komplekst samspil mellem kognitive, psykologiske, metodemæssige, instrumentelle, og sociale faktorer.
Efter udgivelsen af Kuhns banebrydende værk The Structure of Scientific Revolutions (1962, dansk udgave Videnskabens Revolutioner, 1973, 1995) ser man også en bevægelse i retning af at integrere filosofiske og historiske studier af videnskabelig udvikling, f.eks. studier af de valg mellem alternative teorier, forskere træffer under ufuldstændig og usikker viden.
Ud over at blive brugt synonymt med videnskabsteori bruges betegnelsen "Videnskabsstudier" også mere specifikt om nyere studier af videnskab, hvor sociologiske, kulturteoretiske og mere klassisk videnskabshistoriske tilgange forsøges bragt sammen om bl.a. forsøget på at forstå videnskabelige kontroverser, eller de værdier, der styrer forskeres opfattelser og handlinger.
Fra 2004 har videnskabsteori skullet indgå som studieelement i alle universitetsuddannelser i Danmark (se eksterne links). Dermed genoplivedes det gamle Filosofikum; omend i en meget anderledes form.

## Teoretikere
- William Whewell
- Pierre Duhem
- Henri Poincaré
- Michel Foucault
- Thomas Samuel Kuhn
- Karl Raimund Popper
- Imre Lakatos
- Paul Feyerabend
- Bruno Latour
- Bas van Fraasen
- Ian Hacking
- Nancy Cartwright
- Émile Durkheim
- Maurice Merleau-Ponty